# Mystery Virgin
《Mystery Virgin》（日语：ミステリー ヴァージン）是山田涼介的第1張個人單曲，於2013年1月9日發行。唱片公司為J Storm。

## 概要
《Mystery Virgin》是Hey! Say! JUMP成員山田涼介的個人出道單曲。在傑尼斯事務所中，為自從錦織一清（少年隊）、堂本剛（KinKi Kids）、山下智久（當時NEWS所屬）、堂本光一（KinKi Kids）、瀧澤秀明（瀧與翼）、今井翼（瀧與翼）、中山優馬（NYC）以來的第8位仍於團體中而發行個人單曲的藝人。
唱片共分為四種形態，包括初回限定盤1、初回限定盤2、通常盤以及日本電視台電視劇限定盤。

首周銷量達18.9萬張，成為繼近藤真彥之後第2位攜出道曲登上Oricon單曲周冠軍的10代個人男歌手，時隔32年零1個月刷新日本樂壇記錄

## 收錄曲目

### 初回生產限定盤1（CD＋DVD）
CD
1. Mystery Virgin
  - 作詞：Vandrythem、作曲：Erik Lidbom / Daichi、編曲：Erik Lidbom、弦編曲：佐藤泰将
  - 自身主演的日本電視台特別電視劇《金田一少年之事件簿 香港九龍財寶殺人事件》的主題曲。[4]
2. 亞細亞之夜
  - 作詞、作曲、編曲：渡邊拓也

DVD
- Mystery Virgin（音樂短片＋製作）

### 初回生產限定盤2（CD＋DVD）
CD
1. Mystery Virgin
2. Moonlight
  - 作詞：アタネガク、作曲：QQ、編曲：陶山隼

DVD
- Moonlight（音樂短片＋製作）

### 通常版（CD）
1. Mystery Virgin
2. 向銀色世界許願
  - 作詞：山田涼介、作曲：森山拓五郎、編曲：牧戶太郎
3. 愛的聚合物
  - 作詞：堂本剛、作曲：堂本光一、編曲：吉田建、弦編曲：吉田建 / 牧戸太郎
  - 原為KinKi Kids的第13張單曲《Hey!大家好嗎?》中所收錄的歌曲。
4. Mystery Virgin（Original Karaoke）
5. 向銀色世界許願（Original Karaoke）
6. 愛的聚合物（Original Karaoke）

### 日本電視台電視劇限定盤（CD）
1. Mystery Virgin
2. アジア之夜（Chinoiserie Ver.）
3. Mystery Virgin（Original Karaoke）
4. アジア之夜（Original Karaoke - Chinoiserie Ver.-）